# Sulzdorf (Giebelstadt)
Sulzdorf ist ein Gemeindeteil des Marktes Giebelstadt im unterfränkischen Landkreis Würzburg in Bayern.

## Lage
Das Pfarrdorf liegt etwa 15 Kilometer südlich von Würzburg auf der Flur im Tal des südlich vorbeifließenden Sulzdorfer Baches, eines Quellbaches des Wittigbaches, und auf dem Südhang des Ruppberges. Die Kreisstraße WÜ 13 durchquert den Ort.

## Geschichte
Während des Bauernkrieges spielte Sulzdorf im Sommer 1525 in der Regionalgeschichte Frankens eine Rolle. Nachdem die fränkischen Bauern die Burg auf dem Marienberg in Würzburg im Frühsommer 1525 vergeblich belagerten und ein Teil der Bauern am 2. Juni 1525 die Schlacht bei Königshofen gegen das Heer des Schwäbischen Bundes verlor, fand auf den Feldern bei Sulzdorf am 4. Juni die letzte Schlacht des Bauernkrieges in Franken statt. Mit der Niederlage der Bauern in dieser Schlacht endete der Aufstand des gemeinen Mannes, der fast den gesamten Süden und die Mitte Deutschlands erfasste.
Am 1. Mai 1978 wurde Sulzdorf nach Giebelstadt eingemeindet.

## Baudenkmäler
In der Liste der Baudenkmäler in Giebelstadt sind für Sulzdorf 16 Baudenkmäler aufgeführt, darunter die Katholische Pfarrkirche Sankt Cyriakus.